# Michelle Branch
Michelle Jacquet DeSevren Branch Landau (Sedona, 2 juli 1983) is een Amerikaanse singer-songwriter en gitariste.

## Biografie
Branch brak haar studie in Red Rock af om zich op een carrière in de muziek toe te leggen. Haar eerste grote hit was Everywhere (2002), gevolgd door All you wanted, beide afkomstig van haar album Spirit room. In 2002 zong ze samen met Carlos Santana het duet The game of love, een nummer dat in 2003 met een Grammy voor beste popduet bekroond werd. In datzelfde jaar kwam het album Hotel paper uit. Michelle deed in 2003 ook de achtergrondzang bij het lied Deeper van de Amerikaanse band Hanson.

## Discografie

### Albums
- Broken bracelet (2000)
- The spirit room (2001)
- Hotel paper (2003)
- Breathe – The remixes (2003)
- The spirit room & Hotel paper (2009) (compilatie)
- Everything comes and goes (2010) (ep)
- The loud music hits EP (2011) (ep)
- Hopeless romantic (2017)

### Singles
- Everywhere (2002)
- All you wanted (2002)
- The game of love (2002, met Santana)
- Goodbye to you (2002)
- Are you happy now? (2003)
- Breathe (2003)
- 'Till I get over you (2003)
- I'm feeling you (2005, als The Wreckers met Santana)
- Sooner or later (2009)
- Loud music (2011)
- Getaway (2010, met Timbaland)
- Creep (2015, cover van Radiohead)
- Hopeless romantic (2017)
- Best you ever (2017)
- Fault line (2017)

### Hitlijsten
| Album met eventuele hitnotering(en) in de Nederlandse Album Top 100 | Datum van verschijnen | Datum van binnenkomst | Hoogste positie | Aantal weken | Opmerkingen |
| ------------------------------------------------------------------- | --------------------- | --------------------- | --------------- | ------------ | ----------- |
| The spirit room                                                     | 2001                  | 13-04-2002            | 89              | 2            |             |

| Single met eventuele hitnotering(en) in de Nederlandse Top 40 | Datum van verschijnen | Datum van binnenkomst | Hoogste positie | Aantal weken | Opmerkingen                               |
| ------------------------------------------------------------- | --------------------- | --------------------- | --------------- | ------------ | ----------------------------------------- |
| Everywhere                                                    | 17-07-2001            | 16-02-2002            | 5               | 8            | Alarmschijf / Nr. 28 in de Single Top 100 |
| All you wanted                                                | 28-10-2001            | 18-05-2002            | tip5            | -            | Nr. 84 in de Single Top 100               |
| The game of love                                              | 17-09-2002            | 02-11-2002            | 23              | 4            | met Santana / Nr. 40 in de Single Top 100 |
| Goodbye to you                                                | 20-08-2002            | 14-12-2002            | tip8            | -            | Nr. 79 in de Single Top 100               |

| Single met hitnotering(en) in de Vlaamse Ultratop 50 | Datum van verschijnen | Datum van binnenkomst | Hoogste positie | Aantal weken | Opmerkingen |
| ---------------------------------------------------- | --------------------- | --------------------- | --------------- | ------------ | ----------- |
| Everywhere                                           | 2002                  | 09-03-2002            | tip2            | -            |             |
| All you wanted                                       | 2002                  | 29-06-2002            | tip13           | -            |             |
| The game of love                                     | 2002                  | 19-10-2002            | tip2            | -            | met Santana |
| Are you happy now?                                   | 2003                  | 26-07-2003            | tip4            | -            |             |

## Filmografie en televisie
- Buffy the Vampire Slayer (2001, 1 afl.) - Muziekartiest (tv-serie)
- American Dreams (2002, 1 afl.) - Lesley Gore (tv-serie)
- The Hot Chick (2002) - DJ